# Parque Nacional Tapantí
Parque Nacional Tapantí - Macizo Cerro de la Muerte (en.: Tapantí - Cerro de la Muerte Massif National Park) ist ein Nationalpark im Central Conservation Area von Costa Rica am Kamm der Cordillera de Talamanca, in der Nähe von Cartago. Das Schutzgebiet umfasst Waldgebiete nördlich des Chirripó National Park und einen Teil des Einzugsgebietes des Rio Grande de Orosi. Das Gebiet des Cerro-de-la-Muerte-Massivs wurde am 14. Januar 2000 in den Park eingegliedert.
Die südwestliche Grenze des Schutzgebietes entspricht teilweise dem Verlauf der Route 2, (Carretera Interamericana Sur, South Inter-american Highway). Der Parque Nacional Los Quetzales (Los Quetzales National Park) und das Schutzgebiet Reserva Forestal Los Santos (Los Santos Forest Reserve) schließen sich auf der gegenüberliegenden Seite der Straße an.

## Geographie
Der Park liegt südöstlich von San José in der Provinz Cartago, Kanton Paraíso und umfasst 583,20 km². Er erstreckt sich über zwei Vegetationszonen: Lower Montane Rain Forest (Niederer Bergregenwald) und Pre-Montane Rain Forest (Subalpiner Regenwald).

## Flora und Fauna
Die Wälder bieten Lebensraum für mindestens 45 Säugetierarten, unter anderem Mittelamerikanischer Tapir (Baird’s tapir), Wickelbär (Kinkajou), Kapuzineraffen, Paka, Agutis, Ozelot und Jaguarundi. 400 Vogelarten wurden gezählt, darunter: Buntfalke, Quetzal, Laucharassari und Grünschwanztrogon (Trogon caligatus). Außerdem gibt es 28 Arten Reptilien und Amphibien und eine große Insektenpopulation, unter anderem mit Thysania agrippina, der größten Mottenart auf dem amerikanischen Kontinent.
Drei neue Arten von Lepanthes-Orchideen wurden 2009 im Parkgebiet entdeckt und sind bisher das einzige bekannte Vorkommen. Alle drei Arten, Lepanthes graciosa, Lepanthes machogaffensis und Lepanthes pelvis, sind Miniatur-Orchideen, die nicht länger als 5 mm werden. Sie wurden von einem Team des Lankester Botanical Garden und der University of Costa Rica entdeckt.

## Ramsar-Gebiet
Ein Teil des Ramsar-Gebietes Turberas de Talamanca liegt innerhalb des Parks und erstreckt sich darüber hinaus auf Chirripó National Park, Los Quetzales National Park, Macho River Forest Reserve, Vueltas Hill Biological Reserve und Los Santos Forest Reserve.